# Stephan Micus
Stephan Micus (19 de enero de 1953 en Alemania), es un músico multinstrumentista, compositor e investigador musical.

## Estilo musical
La obra de Micus es principalmente del estilo world music. Su música explora las sonoridades y posibilidades expresivas de muy diferentes instrumentos de las tradiciones musicales del mundo. En muchos casos, Micus toca todos los instrumentos en sus grabaciones, combinando estilos de muy diferentes países y usando instrumentos de formas sin precedentes en cada una de sus piezas musicales.

## Estudios
Ha estudiado una gran variedad de instrumentos, como guitarra, flauta de concierto, sitar en Benarés (India), guitarra flamenca en Granada (España), shakuhachi (flauta de bambú japonesa) y sho (órgano de boca japonés) en Kyoto (Japón), suling (flauta balinesa) en Ubud (Bali), gaita tradicional en Carna (Irlanda), sinding (arpa africana) en Gambia, dondon (tambor) en Acra (Ghana), doussn gouni (arpa africana) en Bamako (Mali), duduki (oboe georgiano) y canto coral en Tbilisi (Georgia), hné (oboe Burmese) en Rangún y Mandalay (Myanmar), duduk (oboe armenio) en Ereván (Armenia), bagana (lira etíope) en Addis Abeba, etcétera. Con ello, se ha convertido en una especie de etnomusicologo, además de difusor y embajador musical de esas culturas.

## Viajes
Micus hizo su primer viaje a oriente a la edad de 16 años, quedando fascinado por la gran variedad de culturas musicales.
En su búsqueda de instrumentos, contextos y culturas musicales, ha viajado extensamente a países tan diversos como la India, Japón, Indonesia, Corea, Afganistán, Marruecos, Argelia, Túnez, Tailandia, Egipto, Burma, Sri Lanka, Turquía, EE. UU., Canadá, Israel, China, Gambia, Senegal, Nepal, Ladakh, Sinkiang, Venezuela, Tanzania, Argentina, Perú, Ghana, Mali, Jordania, Georgia, Etiopía, Paquistán, Yemen, Cuba, España, Líbano, Laos, Vietnam, Camboya, Uzbekistán, Kirguizistán, Cabo Verde, Mauritania, Armenia y Karabagh.
Muchas de las principales compañías de danza europeas han elegido su música para sus producciones. Durante los últimos treinta años ha dado recitales en Europa, Asia, América del Norte y América del Sur.

## Discografía
La mayoría de sus discos han sido grabados por el sello alemán ECM.
- Nomad Songs, 2015
- Panagia 2012
- Bold as Light, 2010
- Snow, 2008
- On The Wing, 2006
- Life, 2004
- Towards the Wind, 2002
- Desert Poems, 2001
- The Garden of Mirrors, 1997
- Athos, 1994
- To the Evening Child,1992
- Darkness And Light, 1990
- The Music Of Stones, 1989
- Twilight Fields, 1988
- Ocean, 1986
- East of the Night, 1985
- Wings over Water, 1982
- Koan, 1981
- Listen to the Rain, 1980
- Till the End of Time, 1978
- Implosions, 1977
- Arhaic Concerts, 1976